# Felicity Galvez
Felicity Galvez (n. 4 martie 1985, Melbourne, Victoria, Australia) este o înotătoare ce a reprezentat Australia, medaliată olimpică. A participat la o ediție a Jocurilor Olimpice (2008) în care a câștigat 3 medalii de aur.